# Ntare Rugamba
Ntare Rugamba (Mugera, ... – 1850 circa) è considerato uno dei più importanti sovrani del regno del Burundi, su cui governò dal 1796 al 1850 circa.
Figlio di Mwambutsa Mbariza, Ngambiri (questo il suo nome da ragazzo) probabilmente fu intronizzato in tenera età e il suo regno iniziò sotto una reggenza. Secondo alcune leggende fu allevato dalla zia paterna alla corte di Ruhaga, re del Buha. Governò per circa cinquant'anni, essendo contemporaneo di tre re rwandesi: Mibambwe Sentabyo, Yuhi Gahindiro e Mutara Rwogera.
È stato soprannominato anche Ruyenzi e Rutanganwa, ma è conosciuto soprattutto come Rugamba ("guerra") per la sua abilità nei combattimenti. Il suo regno fu infatti caratterizzato da una decisa politica di espansione territoriale e dalle numerose guerre con i paesi confinanti. Sotto la sua guida il Burundi raddoppiò il proprio territorio oltrepassando i confini attuali. Ntare Rugamba non trascurò comunque di svolgere anche un'importante politica di organizzazione amministrativa dei territori conquistati e di tutto il regno.

## L'espansione territoriale

### La conquista del Bugesera
Alla fine del Settecento, il regno del Gisaka e del Bugesera, alla frontiera nordorientale del Burundi e governato dal re Nsoro, figlio di Sabukeye e di Majeje, viveva un periodo di grave declino. Ntare approfittò di tale debolezza per attaccarlo e, dopo una guerra piuttosto sanguinosa, Nsoro, persa la capitale Kigamba, fuggì su un'isola del lago Cohoha e di lui si perse ogni traccia.
L'avanzata del Burundi mise in allarme Mibambwe Sentabyo, re del Ruanda, che, vedendo avvicinarsi pericolosamente l'esercito vittorioso di Rugamba, attaccò a sua volta Nsoro, riuscendo persino a rubare il tamburo dinastico Rukombamazi e il toro reale Rushya. La guerra si concluse con un accordo fra i due re, che si spartirono il regno conquistato. La frontiera venne fissata sulle rive dei laghi Cohoha e Rweru.

### Le guerre contro il Rwanda
Il conflitto col vicino Ruanda durò tutto il periodo del regno di Ntare.

Inizialmente l'obiettivo dei Barundi era quello di vendicare le sconfitte subite negli anni precedenti. Periodicamente attraversavano il Kanyaru, incendiavano qualche casa, razziavano qualche capo di bestiame e rientravano in Burundi.

Ma col regno di Gahindiro all'inizio del XIX secolo, l'attacco fu più serio.

I Rwandesi risposero inviando un'importante spedizione comandata da Rugaju. Fu un disastro. Una seconda spedizione ebbe il medesimo risultato. La battaglia finale si svolse vicino al lago Cohoha in una località che verrà poi chiamata Kirundo, dal verbo kurunda (ammucchiare) a causa dei mucchi di cadaveri dei soldati rwandesi.
Quando salì sul tamburo Mutara Rwogera, verso il 1830, Ntare Rugamba invase ancora il Rwanda. Questa volta però, a causa di una spia di nome Ruhiso, i Rwandesi riuscirono a tendere una imboscata all'esercito burundese vicino a Butare, a sbaragliare l'esercito di Rugamba e ad uccidere tutti i soldati. Si vendicò così la sconfitta di Kirundo.
I combattimenti continuarono negli anni seguenti per tutto il regno di Ntare. Una battaglia importante si svolse a Ndora, dove i barundi sbaragliarono l'esercito rwandese di Rwongera, ma si accontentarono del bottino e si ritirarono.

### L'annessione dell'Imbo e del Bushi
Erano questi due piccoli regni situati oltre la frontiera nord-ovest del Burundi, a sud-est del lago Kivu, a est del fiume Rusizi.

Secondo certe tradizioni, sembra addirittura che Ntare sposò una principessa del Bushi chiamata Nyamvura.

Ntare Rugamba stabilì una capitale importante a Ndora, utile anche per il controllo dei confini col Ruanda. Un ruolo importante lo svolse Rukara della famiglia dei Babibe che ottennero in ricompensa vasti territori. 

Altri personaggi ottennero ricompensa da Ntare ottenendo territori nella piana del Rusizi: Ntororwe, un Munyakarama, antenato dello chef Kinyoni all'inizio del XX secolo; Rushatsi, un Muhutu responsabile di una mandria reale; i Badaha, famiglia dello chef Rusavya che accolse i primi europei sul luogo dell'attuale Bujumbura.

### La conquista del Buyogoma
Il Buyogoma apparteneva al Buyungu, regno del Buha del nord, il cui re era Ruhaga. Una sua capitale si trovava allora a Mpungwe e i confini erano posti sulle rive del fiume Ruvubu.
Ntare aveva richiesto a Ruhaga la mano della figlia. Ruhaga però gli inviò Gikore, una ragazza del regno. Ntare, appreso da un certo Mosozi che era stato imbrogliato, che la principessa si chiamava Jururyakugwa e che Gihore era una ragazza di bassa condizione, considerò l'affronto come un'offesa al popolo burundese, inviò una seconda delegazione esigendo riparazione, ma Ruhaga rifiutò.

Fu così che iniziò la guerra guidata da Rwasha e Rugamba ebbe facile vittoria.

La vittoria fu festeggiata in maniera grandiosa. Però Gikore e Jururyakugwa decisero di vendicare il loro vecchio re. Misero nel letto di Ntare un serpente velenosissimo che però venne scovato dai suoi cani e coi loro latrati salvarono il re. Ntare si sbarazzò delle due donne chiudendole in una casa a Butezi circondata di spine. Non potendo uscire morirono di fame e la residenza venne da allora abbandonata.
Ruhaga, perdendo il Buyogoma, vide ridursi notevolmente il suo regno che presto si smembrò.
Le vecchie famiglie del Buyogoma, i Bakundo e i Bashoka, si allearono col nuovo regnante ed ebbero una considerazione importante. Intanto molte famiglie del burundi centrale emigrarono popolando questi nuovi territori, mentre molti abitanti fuggiranno emigrando verso Tabara.

### L'annessione del Bugufi
Il Bugufi (chiamato anche Buhangaza) si trova all'estremo nord del Burundi, è in territorio compreso tra il fiume Ruvubu ed il fiume Kagera dove questi convergono.
Questa regione venne donata da Ntare Rushatsi ad un fedele servitore della famiglia dei Baswere che subito fissò la capitale a Shunga e si dedicò a promuovere e a ben governare il paese nella pace e nella concordia.
Sotto Ntare Rugamba però, il re Baramba si rivoltò, osando razziare la mandria reale. Ntare dovette intervenire, Baramba venne ucciso e suo figlio Rugeyo dapprima si rifugiò presso la corte rwandese, poi al ritorno venne scoperto e sgozzato.
Il Bugufi restò territorio burundese fino al 1924, quando la Società delle Nazioni lo smembrò dal Ruanda-Urundi affidato al Belgio e lo annesse alla colonia inglese del Tanganica.

## Il controllo delle ribellioni interne
Sotto il regno di Ntare Rugamba diversi furono le ribellioni ed i tentativi di secessione.
Ad est, Ntibarangwa, chef di Runyinya nei primi anni del regno osò opporsi a Ntare razziando mandrie e distribuendole poi ai propri uomini, arrivò fino a proclamarsi umwami e a pretendere un riconoscimento.

Venne ucciso dagli Abatezi, i guerrieri burundesi guidati da Rwasha, che lo decapitarono e gli tagliarono gli arti per mostrarli alla popolazione come esempio.
Anche i tentativi di Fumbije nel Bugesera e di Rucebera nel Bweru vennero severamente repressi.

## L'organizzazione amministrativa
A partire da Ntare Rushatsi il regno era stato suddiviso in territori, che il Leone Irsuto aveva lasciato ai suoi figli.

Ntare Rugamba aveva trovato il regno di piccole dimensioni suddiviso in zone amministrate dai discendenti Baganwa dei reggenti che l'avevano preceduto: i Bakundo (discendenti di Rukundo) all'est, i Bavuna (discendenti di Ruvuna) al nord-est, i Bavukiro (discendenti di Ruvubikiro) al nord, questi discendenti da Ntare Rushatsi, ma anche i Basine discendenti di Mutaga Senyamwiza avevano dei territori di riferimento.
Con la conquista di nuovi e vasti territori si pone il problema del controllo regale sulle nuove terre conquistate.

Queste terre periferiche, Ntare le pone sotto l'autorità dei propri figli, specialmente i più meritevoli, quelli che meglio si sono distinti in battaglia.

A Ndivyariye, il primogenito, spetterà lo Bweru. Avrà anche la responsabilità di fare da tutore al successore del padre, il fratello Mwezi Gisabo. Ma la leggenda ricorda Ndivyariye soprattutto per la sua morte, pare sia stato strangolato dal fratello Rwasha e gettato nel fiume Mubarazi. I suoi discendenti dovranno difendere con le armi queste terre da pretendenti usurpatori.

Il valoroso Rwasha, tremendo in battaglia, aveva il controllo del Buyogoma e dell'est.

A Birori spettò il Bututsi ed il Buragane, costringendo i Bataga all'estremo sud.

Busumano infine ebbe in eredità il Bututsi ed il Bunyambo.
I principi Batare, discendenti di Ntare, avevano grossomodo il potere sui tre quarti dei territori del regno. Solo il nord-ovest era controllato da clan Tutsi ed Hutu, specialmente Babibe.
Questa organizzazione territoriale, che poneva i principi lontano dalla regalità, è il fondamento dell'organizzazione ganwa che meglio sarà ampliata in seguito da Mwezi Gisabo ed è giustificata principalmente dalla necessità di avere un controllo strategico delle terre appena conquistate e dei confini, ma anche di difendere il mwami da eventuali pericoli, minacce e possibili usurpazioni. Il centro del paese direttamente controllato dal re era affidato a persone fidatissime, Hutu o Tutsi, che non potevano attentare alla sicurezza del re.

## La morte
Giunto alla vecchiaia, Ntare si ritirò nella propria residenza di Mugera insieme alla regina Dukamisha, una donna sterile. Aveva seguito i consigli degli indovini che così l'avevano consigliato per evitare di creare ulteriori conflitti per la successione.

Il vecchio re infatti aveva designato come successore il figlio Twarereye, ma questa scelta suscita parecchie gelosie, soprattutto nella vecchia regina Nziramibango, madre di Rwasha e Birori. Non potendo garantire il regno ad un proprio figlio, Nziramibango per sottrarre il regno a Twarereye riesce con uno stratagemma a donare un nuovo erede al vecchio re.

Una notte, approfitta di un momento di ebbrezza dello sposo e gli mette nel letto Vyano, una giovane parente. Essa diventerà l'ultima moglie e da questa unione nascerà Bijoga, il futuro Mwezi Gisabo.
Intanto Ntare era già stato contagiato dal piano (ibinyoro), una malattia che lo coprirà di piaghe e croste. Un giorno venne deriso da una ragazza che lo vide: decise così di farsi da parte. Si suicidò, come di consueto, bevendo della birra avvelenata. Venne seppellito a Buruhukiri, poco lontano dalle sorgenti del Ruvubu.
A lui successe Mwezi Gisabo.
Ntare Rugamba è stato il più longevo umwami del Burundi.